# Bob Wills

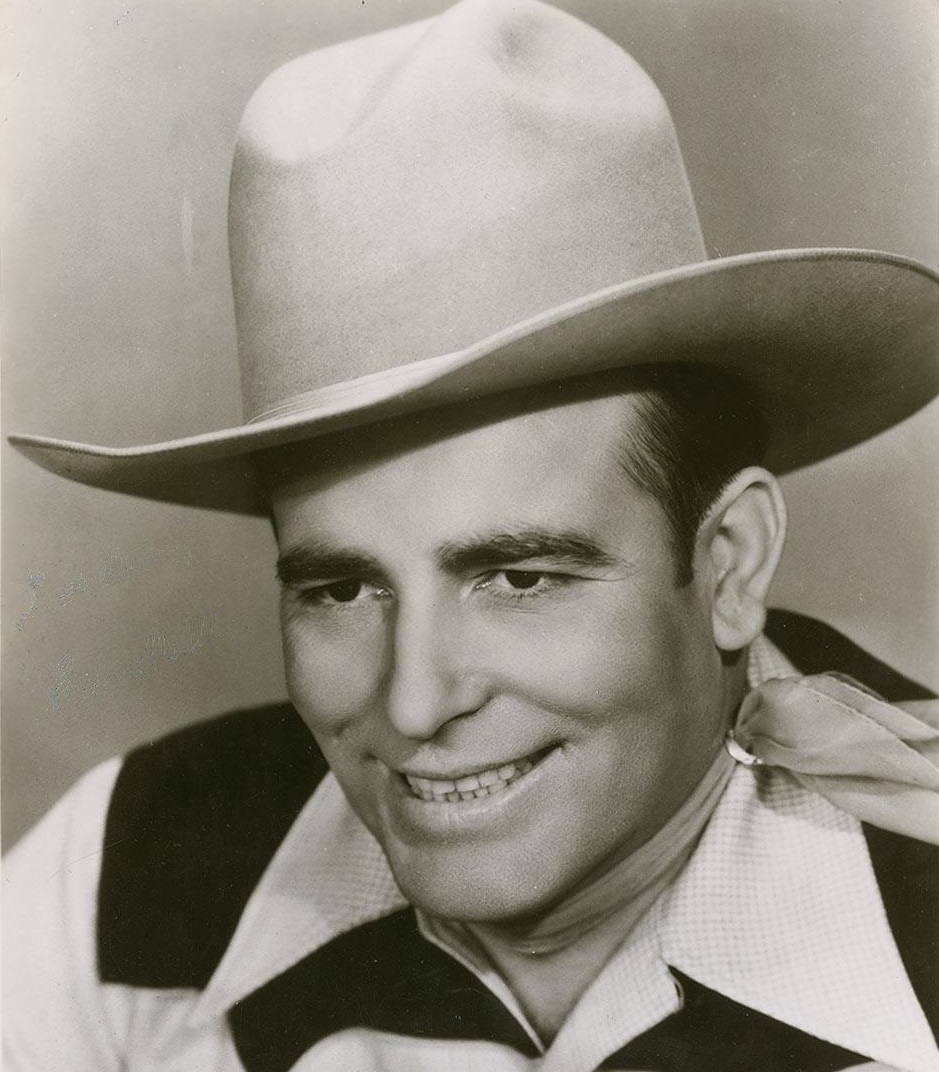
Bob Wills (1946)

James Robert „Bob“ Wills (* 6. März 1905 bei Kosse, Limestone County (Texas); † 13. Mai 1975 in Fort Worth) war ein US-amerikanischer Country-Musiker, Bandleader, Geiger und Begründer des Western Swing.

## Leben

### Kindheit und Jugend
Jim Rob Wills, wie die spätere Musiklegende in jungen Jahren genannt wurde, wuchs als ältestes von zehn Kindern im ländlichen Texas im Hall County auf. Seine Eltern und Großeltern brachten ihm das Fiddle-Spielen bei. Mit zehn Jahren stand er erstmals auf der Bühne. Der Farmerssohn und gelernte Frisör versuchte sich in verschiedenen Jobs, bevor er sich 1929 einer Medicine Show anschloss, die von Jahrmarkt zu Jahrmarkt zog. Einer seiner Brüder war Johnny Lee Wills, der als Geiger in seiner Band "Johnny Lee Wills & His Boys" ab 1950 im Western Swing einige Hitparadenerfolge verzeichnen konnte.

### Erste Schritte
Mit Herman Arnspiger, dem Gitarristen der Medicine Show, gründete er wenig später das Duo Wills Fiddle Band. Das Duo ab 1929 in der Gegend um Fort Worth auf. Ihnen schlossen sich bald darauf der Sänger Milton Brown, dessen Bruder Durwood und Clifton Johnson an. 1931 fanden sie im Hersteller des Light Crust-Mehls einen Sponsor und nannten sich in Light Crust Doughboys um. Betreut wurden sie von W. Lee O’Daniel, dem Manager ihres Sponsors.
Die Band gewann schnell an Popularität, zerstritt sich aber mit O’Daniel. Milton Brown schied daraufhin aus und wurde 1932 durch Tommy Duncan ersetzt. Die Streitigkeiten mit ihrem Manager, der weniger an der Musik als am Verkauf seines Mehls interessiert war, eskalierten. Während dieser Zeit erschien im April 1932 von den Fort Worth Doughboys die erste Single Nancy Jane / Sunbonnet Sue (Victor #23653). Daniels warf Bob Wills noch im selben Jahr schließlich wegen Trunkenheit aus der Band. Tommy Duncan verließ daraufhin ebenfalls die Fort Worth Doughboys.

### Karriere
Bob Wills zog nach Waco, Texas, und gründete mit Tommy Duncan und seinem Bruder Johnny Lee Wills die Playboys. Der mächtige O’Daniels, der später Gouverneur von Texas werden sollte, bereitete ihnen weiterhin Schwierigkeiten, und so waren die Playboys 1934 gezwungen, nach Tulsa, Oklahoma, auszuweichen. Hier nannte man sich in Texas Playboys um.
Es wurden weitere Bandmitglieder eingestellt, unter ihnen der Steelgitarrist Bob Dunn, und die Band begann, ihr musikalisches Repertoire zu erweitern. Schließlich wurden sogar Blechbläser hinzugefügt, ein sehr ungewöhnlicher Schritt für eine Country-Formation. Bob Wills und die Texas Playboys begannen nach neuen musikalischen Ausdrucksformen zu suchen. In diesen Jahren entstand in den Südstaaten der USA eine neue Variante des Jazz, der Swing. Die Eigentümer der großen Tanzhallen forderten auch von den Country-Bands eine tanzbare, hallenfüllende Musik. Bob Wills erweiterte seine Gruppe zur Big Band mit zeitweilig bis zu 18 Musikern und brachte Jazz-Elemente ein. Eine neue Musikrichtung war entstanden: der Western Swing, der Country und Jazz verknüpfte. Als Wegbereiter des Western Swing gelten Bob Wills und sein früherer Mitstreiter Milton Brown, der mit seiner Band den Musical Brownies ebenfalls wichtige Beiträge leistete. Tragischerweise kam Brown 1935 bei einem Verkehrsunfall ums Leben.
Die Popularität der Texas Playboys wuchs ständig. Ihre Konzerte waren durchweg ausverkauft. Die Besetzung wechselte häufig, denn nicht jeder Musiker konnte die hohen Anforderungen ihres Bandleaders erfüllen. Ein Markenzeichen waren die Soloeinlagen, bei denen einzelne Instrumentalisten von Bob Wills mit lautstarken Kommandos nach vorne ans Mikrophon beordert wurden. Beim nächsten Plattenlabel Vocalion wurden sie dann als Bob Wills & His Texas Playboys tituliert und veröffentlichten dort im Oktober 1935 den Jazz-Standard St. Louis Blues / Four Or Five Times. Ihr erster Hit war die Wills-Komposition New San Antonio Rose / The Convict And The Rose, die am 28. November 1938 eingespielt wurde und einen Platz 15 in der Hitparade erreichte. Am 29. November 1938 wurde Ida Red aufgenommen, das als Vorlage für Chuck Berrys ersten Hit Maybelline im August 1955 diente.
Die Erfolgsserie hielt bis zum Beginn des Zweiten Weltkriegs an. Bob Wills und weitere Bandmitglieder meldeten sich als Kriegsfreiwillige. Wills und Duncan wurden aber nach einigen Monaten aufgrund mangelnder körperlicher Fitness entlassen. Sie zogen nach Kalifornien und wiederbelebten die Texas Playboys.

Milk Cow Blues (Radioaufzeichnung)

Wills wechselte im Juli 1940 zum Okeh-Label. Hier wurden zwei Nummer-1-Hits produziert, nämlich Smoke On The Water / Hang Your Head In Shame im Februar 1945 (der 16 Wochen in den C&W Charts stand) und Stars And Stripes On Iwo Jima / You Don't Care What Happens To Me im Mai 1945. Nach nur einem Jahr unterschrieb er bei Columbia. Dort erschien der größte Hit der Texas Playboys, New Spanish Two Step / Roly Poly im März 1946. Die letzte #1-Platzierung wurde Brain Cloudy Blues / Sugar Moon Blues im März 1947. Dabei war der Brain Cloudy Blues nichts anderes als eine Variation auf die Kokomo-Arnold-Komposition Milk Cow Blues aus dem Jahre 1934. Als die seltenen "Tiffany-Transcriptions" war der Milk Cow Blues von Bob Wills bereits am 21. März 1946 in den berühmten Sound Recorders-Studios in San Francisco aufgenommen worden. Von diesen – nur für das Airplay im Radio vorgesehenen – Schallplatten existieren weltweit weniger als 10 Exemplare pro Titel. Im Frühjahr 1948 wechselte Wills erneut das Label und ging zu MGM Records. Diesem Label blieb er bis 1954 treu. Noch im Jahre 1948 zerstritt er sich mit Tommy Duncan, der die Gruppe schließlich verließ. Jene Jahre waren von einer zunehmenden Unstetigkeit geprägt. Alkoholprobleme, Streitigkeiten und zahlreiche Ortswechsel waren neben diversen Ehen kennzeichnend für diesen Lebensabschnitt. Im Oktober 1950 erschien sein letzter großer Hit: Faded Love / Boot Heel Drag, der Platz 8 der Country & Western-Hitparade erreichte. Mit dieser Eigenkomposition, die schnell zum Klassiker der Country-Musik avancierte, bewies Bob Wills erneut seine Fähigkeiten als Songschreiber.

### Niedergang
In den 1950er Jahren wurde der Western Swing zunehmend vom Rockabilly und Rock ’n’ Roll verdrängt. Bob Wills verlor einen großen Teil seiner Anhänger und musste seine Band verkleinern. Hinzu kamen gesundheitliche Probleme. 1959 tat er sich erneut mit Tommy Duncan zusammen, und fast sofort stellten sich Erfolge ein. Mit Heart To Heart Talk gelang ihnen erneut ein Top-10-Hit. Die Texas Playboys waren wieder im Geschäft.
1962 und 1963 erlitt Wills Herzinfarkte, die ihn zwangen, seine aufreibende Tätigkeit als Bandleader aufzugeben. Aber er machte als Solist weiter. 1968 erhielt er die größte Auszeichnung der Country-Musik: Er wurde in die Country Music Hall of Fame aufgenommen. Im gleichen Jahr erlitt er einen Schlaganfall, der zu einer halbseitigen Lähmung führte. Bob Wills war am Ende.
Es war vor allem Merle Haggard, der sein Idol vor dem Absturz in die Vergessenheit bewahrte. Sein Bob Wills gewidmetes Album A Tribute To The Best Damn Fiddle Player leitete Anfang der siebziger Jahre ein Western-Swing Revival ein. Haggard organisierte eine Texas-Playboys-Reunion-Session, bei der Bob Wills noch einmal vom Rollstuhl aus seine alte Band dirigierte. In der folgenden Nacht erlitt er einen weiteren Schlaganfall, von dem er sich nicht mehr erholte.
Bob Wills verstarb am 13. Mai 1975. Er wurde wegen seiner Leistungen um die Country-Musik ebenfalls in die
Nashville Songwriters Hall of Fame (1970), in die Western Music Association Hall of Fame (1995) und in die Western Swing Society Hall of Fame (2002) aufgenommen.

## Diskographie

### Singles
- 1932: Nancy Jane / Sunbonnet Sue
- 1935: St. Louis Blues / Four Or Five Times
- 1938: New San Antonio Rose / The Convict And The Rose
- 1938: Ida Red / Carolina In The Morning
- 1945: Smoke On The Water / Hang Your Head In Shame
- 1945: Stars And Stripes On Iwo Jima / You Don't Care What Happens To Me
- 1946: New Spanish Two Step / Roly Poly
- 1947: Brain Cloudy Blues / Sugar Moon Blues
- 1950: Faded Love / Boot Heel Drag
- 1952: Im All Alone / Three Miles South Of Cash In Arkansas
- 1956: San Antonio Rose (EP)
- 1963: Rosetta	/ Blues In "A"
- 1964: If He’s Movin’ in (I'm Movin' Out) / Lets Get it Done and over With
- 1965: Faded Love / Wills Junction
- 1967: Born To Love You / Fiddle Bird

### Alben
- 1958: Western Swing In Hi-Fi
- 1963: Sings & Plays
- 1964: Keepsake Album No. 1
- 1965: The Great Bob Wills
- 1967: King of Western Swing
- 1968: Here’s That Man Again
- 1980: Bob Wills & His Texas Playboys
- 1985: Right Or Wrong mit Tommy Duncan